# AHA 1932/33
Die Saison 1932/33 war die siebte reguläre Saison der American Hockey Association (AHA). Meister wurden die Kansas City Pla-Mors.

## Teamänderungen
Folgende Änderungen wurden vor Beginn der Saison vorgenommen:
- Die Chicago Shamrocks stellten den Spielbetrieb ein.
- Die Duluth Hornets wurden nach Wichita, Kansas, umgesiedelt und änderten ihren Namen in Wichita Blue-Jays

## Modus
In der Regulären Saison absolvierten die vier Mannschaften zwischen 42 und 46 Spielen. Die drei bestplatzierten Mannschaften qualifizierten sich für die Finalrunde, in der jede Mannschaft vier Spiele absolvierte. Für einen Sieg erhielt jede Mannschaft zwei Punkte, bei einem Unentschieden einen Punkt und bei einer Niederlage null Punkte.

## Reguläre Saison

### Tabelle
Abkürzungen: GP = Spiele, W = Siege, L = Niederlagen, T = Unentschieden, GF = Erzielte Tore, GA = Gegentore, Pts = Punkte
|                                  | GP | W  | L  | T | GF  | GA  | Pts |
| -------------------------------- | -- | -- | -- | - | --- | --- | --- |
| Kansas City Pla-Mors             | 46 | 25 | 20 | 1 | 106 | 104 | 51  |
| St. Louis Flyers                 | 45 | 24 | 20 | 1 | 112 | 90  | 48  |
| St. Paul Greyhounds/Tulsa Oilers | 45 | 21 | 23 | 1 | 114 | 120 | 42  |
| Duluth Hornets/Wichita Blue-Jays | 42 | 17 | 24 | 1 | 112 | 130 | 34  |

## Finalrunde
Abkürzungen: GP = Spiele, W = Siege, L = Niederlagen, T = Unentschieden, GF = Erzielte Tore, GA = Gegentore, Pts = Punkte
|                                  | GP | W | L | T | GF | GA | Pts |
| -------------------------------- | -- | - | - | - | -- | -- | --- |
| Kansas City Pla-Mors             | 4  | 3 | 1 | 0 | 7  | 6  | 6   |
| St. Louis Flyers                 | 4  | 2 | 0 | 2 | 10 | 6  | 4   |
| St. Paul Greyhounds/Tulsa Oilers | 4  | 1 | 2 | 1 | 8  | 13 | 3   |